# Lumière blanche
Cet article court présente un sujet plus développé dans : Illuminant.
La lumière blanche est celle qui paraît blanche à la vision humaine. Du fait de l'adaptation visuelle chromatique, c'est la lumière principale de la scène vue, à condition qu'elle ne soit pas trop différente de celle du jour.
Dans un bâtiment, la lumière blanche venue des fenêtres dans la journée est très différente, par sa répartition spectrale, de la lumière artificielle ; mais on ne s'en aperçoit que si les deux éclairent chacune un côté d'un objet.
En extérieur, la lumière du jour change considérablement selon que le temps est couvert ou dégagé, que le soleil brille sur ce qu'on voit, selon l'heure de la journée. On la trouve généralement blanche, et les objets blancs restent blancs malgré le changement d'éclairage.
En photographie, on règle, pour cette raison, la balance des blancs.
Les appareils d'éclairage se caractérisent par une température de couleur et un indice de rendu de couleur, qui donnent de façon synthétique les principales caractéristiques de leur lumière prise comme lumière blanche. En colorimétrie, les illuminants sont des lumières blanches normalisées correspondant à diverses situations d'éclairage : lumière du jour, soleil direct, lampe électrique, tube fluorescent, etc.